# Hortonville (Wisconsin)
Hortonville – wieś w Stanach Zjednoczonych, w stanie Wisconsin, w hrabstwie Outagamie.